# Olmos (Uruguay)
Pour les articles homonymes, voir Olmos.
Olmos est une localité uruguayenne située dans le département de Canelones et rattachée à la municipalité de Empalme Olmos.

## Localisation
Olmos se trouve dans le sud du département de Canelones, à l'est de l'arroyo Pando, au kilomètre 35 de l'ancien tracé de la route 8.

## Population
| Année | Population |
| ----- | ---------- |
| 1963  | 257        |
| 1975  | 520        |
| 1985  | 561        |
| 1996  | 598        |
| 2004  | 493        |
| 2011  | 662        |

,

## Source
- (es) Cet article est partiellement ou en totalité issu de l’article de Wikipédia en espagnol intitulé « Olmos (Uruguay) » (voir la liste des auteurs).